# Cerkiew Ikony Matki Bożej „Wszystkich Strapionych Radość” w Moskwie
Cerkiew Ikony Matki Bożej „Wszystkich Strapionych Radość” – prawosławna cerkiew w Moskwie, w dekanacie moskworieckim eparchii moskiewskiej miejskiej Rosyjskiego Kościoła Prawosławnego.
Pierwsze informacje o cerkwi wznoszącej się na miejscu dzisiejszej świątyni pochodzą z lat 70. XVI w. Patronem świątyni tej był święty mnich Warłaam Chutyński. Druga cerkiew na tym samym miejscu powstała w latach 1683–1685 i nosiła wezwanie Przemienienia Pańskiego. W 1783 kupiec Dołgow sfinansował przebudowę świątyni. Projekt budynku wykonał Wasilij Bażenow, zaś ikony do wnętrza cerkwi, w tym na potrzeby ikonostasu, napisał mnich Bonifacy z monasteru Zaśnięcia Matki Bożej w Sarowie. W 1790 metropolita moskiewski Platon poświęcił dobudowaną do głównej bryły budynku kaplicę Ikony Matki Bożej „Wszystkich Strapionych Radość”. Wizerunek ten co najmniej od XVII w. znajdował się w cerkwi i tam też w 1688 został ogłoszony cudotwórczym.
W czasie pożaru Moskwy w 1812 cerkiew została niemal całkowicie zniszczona. W latach 1831–1836 wzniesiono ją od podstaw według projektu Josepha Bové (Osipa Bowe). We wrześniu 1836 jej ponownego poświęcenia dokonał metropolita moskiewski Filaret.
Cerkiew funkcjonowała do 1932, gdy została zamknięta przez władze radzieckie. Zniszczono również dzwony świątyni. Pozostałe komponenty wyposażenia świątyni uratowali pracownicy Galerii Tretiakowskiej (zarekwirowana wiernym świątynia stała się jej własnością). W 1948 cerkiew Ikony Matki Bożej „Wszystkich Strapionych Radość” została ponownie otwarta dla kultu jako jedna z pierwszych zamkniętych wcześniej przez władze świątyń z Moskwie.